# Simon Yates
Simon Yates (ur. 7 sierpnia 1992 w Bury) – brytyjski kolarz torowy i szosowy. Złoty medalista mistrzostw świata w kolarstwie torowym, zwycięzca Vuelta a España (2018) i Giro d’Italia (2025) .
Kolarstwo uprawia również jego brat bliźniak – Adam.

## Kariera
Pierwsze międzynarodowe sukcesy w karierze Simon Yates osiągnął w 2010 roku, kiedy zdobył złoty medal w madisonie i srebro w drużynowym wyścigu na dochodzenie podczas torowych mistrzostw świata juniorów. Pierwszy medal wśród seniorów wywalczył na rozgrywanych trzy lata później torowych mistrzostwach świata w Mińsku, gdzie zwyciężył w wyścigu punktowym. W zawodach tych wyprzedził bezpośrednio Hiszpana Eloya Teruela oraz Rosjanina Kiriłła Swiesznikowa.
W czerwcu 2016 roku został ukarany przez UCI czteromiesięczną dyskwalifikacją (trwającą od 12 marca do 11 lipca 2016 roku) za nieświadome naruszenie przepisów antydopingowych. W próbkach pobranych od Yatesa 12 marca podczas ostatniego etapu wyścigu Paryż-Nicea wykryto terbutalinę, której używał w leczeniu astmy. Gdyby nie niedopatrzenie ze strony lekarza drużyny Orica GreenEdge, który nie dopełnił formalności wymaganych do uzyskania wyłączenia dla celów terapeutycznych (ang. Therapeutic Use Exemption – TUE), Yates mógłby stosować ten środek zgodnie z przepisami.

## Najważniejsze osiągnięcia
2016
- 6. miejsce w Vuelta a España
  - 1. miejsce na 6. etapie

2017
- 1. miejsce na 6. etapie Paryż-Nicea
- 2. miejsce w Tour de Romandie
  - 1. miejsce na 4. etapie
- 7. miejsce w Tour de France
  -  1. miejsce w klasyfikacji młodzieżowej

2018
- 2. miejsce w Paryż-Nicea
  - 1. miejsce na 7. etapie
- 1. miejsce na 7. etapie Volta Ciclista a Catalunya
- 1. miejsce na 9., 11. i 15. etapie Giro d’Italia
- 2. miejsce w Tour de Pologne
  - 1. miejsce na 7. etapie
- 1. miejsce w Vuelta a España
  -  1. miejsce w klasyfikacji kombinowanej
  - 1. miejsce na 14. etapie
- 1. miejsce w klasyfikacji UCI World Tour

2019
- 1. miejsce na 4. etapie Vuelta a Andalucía
- 1. miejsce na 5. etapie Paryż-Nicea (jazda ind. na czas)
- 8. miejsce w Giro d’Italia
- 1. miejsce na 12. i 15. etapie Tour de France

2021
- 1. miejsce w Tour of the Alps
  - 1. miejsce na 2. etapie
- 3. miejsce w Giro d’Italia
  - 1. miejsce na 19. etapie
- 1. miejsce w klasyfikacji górskiej Tour of Croatia

2022
- 2. miejsce w Paryż-Nicea
  - 1. miejsce na 8. etapie
- 1. miejsce w klasyfikacji punktowej Vuelta a Asturias
  - 1. miejsce na 1. i 3. etapie
- 1. miejsce na 2. i 14. etapie Giro d’Italia
- 1. miejsce w Prueba Villafranca-Ordiziako Klasika
- 1. miejsce w Vuelta a Castilla y León
  - 1. miejsce na 2. etapie

2023
- 2. miejsce w Tour Down Under
  - 1. miejsce na 5. etapie
- 4. miejsce w Paryż-Nicea
- 4. miejsce w Tour de France
- 3. miejsce w Giro dell’Emilia
- 5. miejsce w Giro di Lombardia

2024
- 1. miejsce w AlUla Tour
  - 1. miejsce na 5. etapie
- 5. miejsce w Giro dell’Emilia

2025
- 1. miejsce w Giro d’Italia

## Starty w Wielkich Tourach
| Grand Tour | 2014 | 2015 | 2016 | 2017 | 2018 | 2019 | 2020 | 2021 | 2022 | 2023 | 2024 | 2025 |
| ---------- | ---- | ---- | ---- | ---- | ---- | ---- | ---- | ---- | ---- | ---- | ---- | ---- |
| Giro       | –    | –    | –    | –    | 21.  | 8.   | DNF  | 3.   | DNF  | –    | –    | 1.   |
| Tour       | DNF  | 89.  | –    | 7.   | –    | 49.  | –    | DNF  | –    | 4.   | 12.  | ?    |
| Vuelta     | –    | –    | 6.   | 44.  | 1.   | –    | –    | –    | DNF  | –    | –    | –    |

## Rankingi
| Rok             | 2011 | 2012 | 2013 | 2014 | 2015 | 2016 | 2017 | 2018 | 2019 | 2020 | 2021 | 2022 | 2023 | 2024 |
| --------------- | ---- | ---- | ---- | ---- | ---- | ---- | ---- | ---- | ---- | ---- | ---- | ---- | ---- | ---- |
| UCI World Tour  |      |      |      | -    | 36.  | 52.  | 33.  | 1.   |      |      |      |      |      |      |
| World Ranking   |      |      |      |      |      | 63.  | 47.  | 2.   | 102. | 27.  | 36.  | 38.  | 11.  | 88.  |
| UCI Europe Tour | 859. | -    | 113. |      |      | 87.  | 344. | 507. | 84.  | 23.  | 32.  | 32.  | 11.  | 72.  |
|                 |      |      |      |      |      |      |      |      |      |      |      |      |      |      |
| Źródło: UCI     |      |      |      |      |      |      |      |      |      |      |      |      |      |      |